# Vadim Cheibaș
Vadim Cheibaș, (n. 28 ianuarie 1975, or. Chișinău, RSS Moldovenească) este un preot și teolog din Republica Moldova. Desfășoară o bogată activitate pastorală și filantropică în cadrul Bisericii. S-a remarcat și ca publicist în diferite publicații bisericești. Doctor în Teologie Ortodoxă al Universității „Lucian Blaga” din Sibiu. A susținut teza de doctorat în data de 21 decembrie 2010, cu calificativul „magna cum laude” - „foarte bine”.

## Biografie
Între anii 1992-1996 a urmat cursurile Facultății de Teologie Ortodoxă „Patriarhul Iustinian Marina” din București.
În perioada 1999-2000 Studii aprofundate, specializarea contabilitate la Academia de Studii Economice din Chișinău.
1999 Preot capelan la Ministerul Apărării din Republica Moldova. Participare la aplicații militare „Campe Legiune”, USA.
Din anul 2000 ocupă funcția de Secretar al Mitropoliei Chișinăului și a Întregii Moldove.
În anul 2005 a fost desemnat în funcția de Secretar al Sinodului Bisericii Ortodoxe din Republica Moldova
În anul 2010 prin decretul ÎPS Mitropolit Vladimir a fost numit în funcția de Protopop al bisericilor Arhivat în 13 martie 2016, la Wayback Machine. din municipiul Chișinău. 
În perioada 2002-2006 / 2012 prezent este membru al Consiliului Consultativ al Inspectoratului Principal de Stat. 
Între anii 2003-2007 a fost membru al Consiliului Consultativ al Ministerului Sănătății Republicii Moldova, în vederea implementării noilor medicamente și tehnologii medicale. 
A reprezentat Mitropolia Chișinăului și a Întregii Moldove la mai multe conferințe și simpozioane internaționale 
Pe parcrusul activității sale pastorale și de administrare bisericească a fost decorat cu mai multe distincții bisericești și statale.

## Activitate didactică
A fost în 1996-1999 Lector la Academia de Teologie Ortodoxă din Chișinău, la disciplinele Teologie Morală, Ascetica și Mistica

## Activitate pastorală
Perioada 1996-2000 cleric la biserica „Înălțarea Domnului” din Chișinău.
Din 2000 până în prezent își desfășoară activitatea preoțească la Catedrala mitropolitană „Nașterea Domnului” din Chișinău.
În martie 2014 a început construcția unei noi biserici cu hramul „Sf. Dimitrie cel Nou” în cartierul Telecentru din municipiul Chișinău. Sfântul locaș se va înălța pe un teren donat de Asociația Orbilor din Chișinău.

## Familia
Căsătorit cu preoteasa Ruxanda Cheibaș. Tată a trei copii.

## Distincții bisericești
- Ordinul „Cuviosul Paisie Velicicovski”, gradul I
- Ordinul „Ștefan cel Mare și Sfânt”, gradul I
- Ordinul „Meritul Bisericesc”, gr. I,acordat la 28 ianuarie 2015, de către ÎPS Mitropolit Vladimir.